# داريو فريديريكو دا سيلفا
داريو فريديريكو دا سيلفا هو لاعب كرة قدم برازيلي في مركز الهجوم، ولد في 11 سبتمبر 1991 في ماريليا في البرازيل. لعب مع نادي كاباز.

## وصلات خارجية
- داريو فريديريكو دا سيلفا على موقع دوري كوريا الجنوبية (الإنجليزية)
- داريو فريديريكو دا سيلفا على موقع قاعدة بيانات كرة القدم.إي يو (الإنجليزية)
- داريو فريديريكو دا سيلفا على موقع Soccerway.com (الإنجليزية)